# 말죽거리

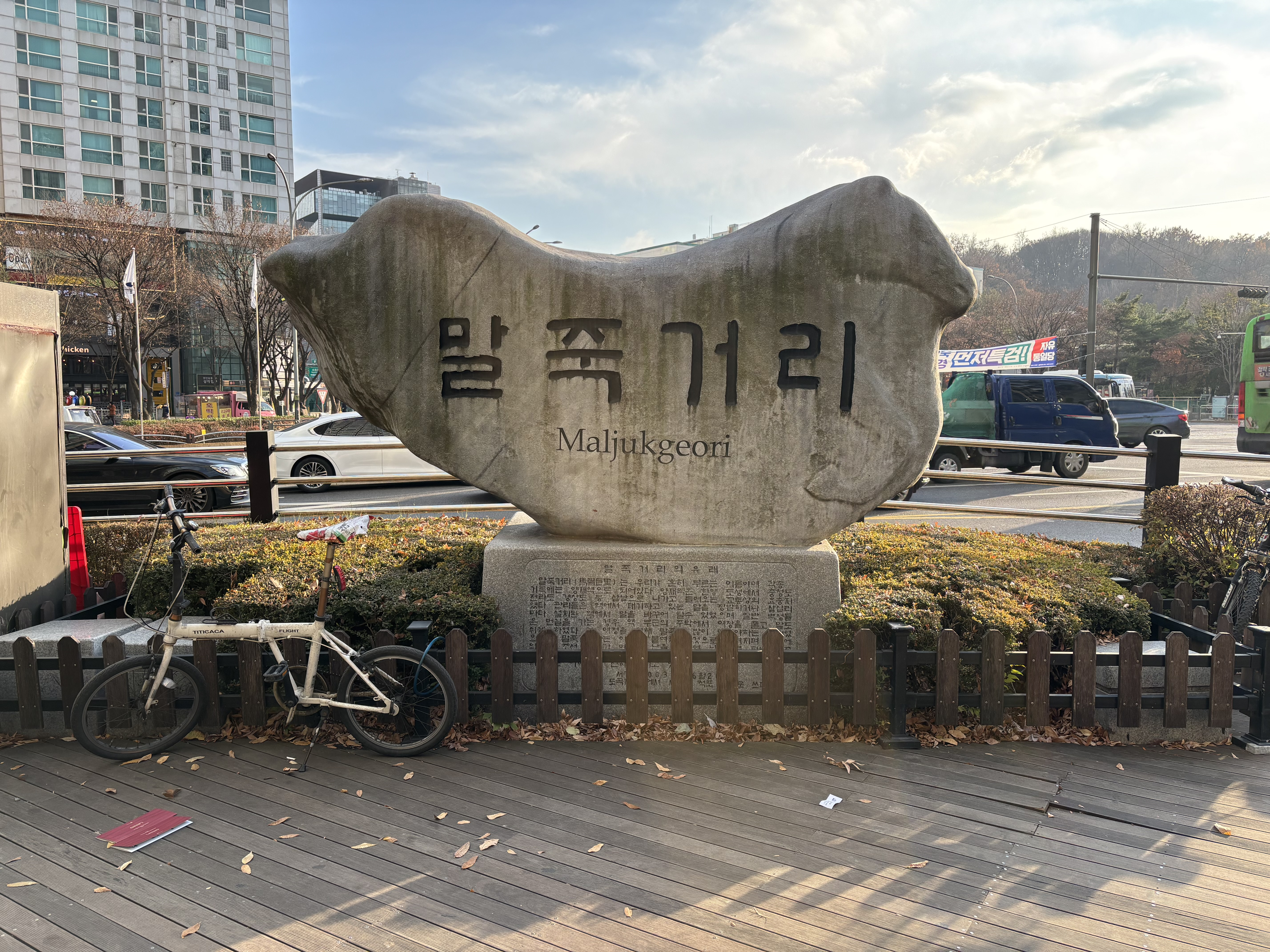
말죽거리 표지석

## 유래
옛 지도에서는 '마죽거리(馬竹巨里)' 또는 '마죽거(馬竹巨)'라고 표기되기도 하였다. 서울 서초구의 '양재동(良才洞)'은 조선 시대에 양재역이 있어서 나온 땅이름이다. 여기서 역(驛)은 현대의 지하철역이 아니라, 여러 마리의 말을 마련해 두고 공문을 전달할 목적으로 다니는 사람에게 말을 제공해 주거나 바꾸어 주던 일을 했던 곳을 말한다.
조선시대에는 서울에서 충청도나 경상도를 가려면 남대문을 나와 동작나루(동작진, 銅雀津)나 한강나루(한강진, 漢江津)를 건너 남도길에 올랐다. 당시 동작나루를 건너서 첫 번째 만나는 역은 과천역이고, 한강나루를 건너서 첫 번째 닿는 역은 양재역이었다. 한강나루는 옛날 두뭇개(두모포, 豆毛浦) 근처의 나루로, 지금의 옥수동에서 압구정동 방향으로 건너는 나루였다. 즉, 지금의 동호대교 근처에 있던 나루이다.이 양재역 근처의 마을이 '역말'로, 한자로는 '역촌(驛村)'이라고 했다. 이 마을에선 말에게 죽을 먹이는 집이 많아서 길손들은 이 곳을 주로 '말죽거리'라고 불렀다. 즉, '말죽거리'라는 지명은 말 그대로 '말에게 죽을 먹이는 거리'라 해서 나온 것이다.
이 유래와는 달리 '말'과 '죽'과 관련한 사실이 있어 이것이 '말죽거리'라는 이름을 낳게 했다는 이설도 있다. 조선 인조 2년(1624) 2월 8일에 인조(仁祖)가 이괄의 난을 피해 남도로 가는 길에 양재역에 이르러 기갈을 못 이기자, 유생 김이(金怡) 등이 급히 팥죽을 쑤어 임금에게 바치니, 인조가 말 위에서 그 죽을 다 마시고 과천 쪽으로 갔다. 그래서 '임금이 말 위에서 죽을 마시다'의 뜻으로 '말죽거리'라고 했다는 것이다. 그 밖에 다른 설은 병자호란과 관련된다. 병자호란 때 인조가 청나라의 침입을 피하기 위해 남한산성에 들어가자 청나라는 이 성을 완전히 포위하였다. 이때 이곳은 청나라의 장사 용골대가 지휘하는 우익군의 병참기지였다. 즉 청나라의 기마병들이 산성을 향하여 공격을 가한 후에는 교대로 이곳 병참기지에 물러나 말의 피로를 회복시키고 말죽을 쑤어 먹였다 하여 말죽거리라 칭하였다는 것이다. 그러나, 이것은 속설로 여겨지고 있다.

## 위치
- 현재 서울 지하철 3호선 양재역에서 대치동 쪽으로 약 300m 가면, 서울특별시 서초구 양재동 1-6 양재파출소 앞이 말죽거리이다.